# Pseudotrioza hiurai
Pseudotrioza hiurai är en insektsart som beskrevs av Miyatake 1972. Pseudotrioza hiurai ingår i släktet Pseudotrioza och familjen spetsbladloppor. Inga underarter finns listade i Catalogue of Life.